# Doctrina Dulles
La Doctrina Dulles, també coneguda com a "Doctrina de Represàlies Massives" i com doctrina a "Doctrina Eisenhower", és una doctrina militar geoestratègica i una estratègia nuclear per la qual un estat es compromet a represaliar a l'enemic de forma molt més contundent en cas d'atac.

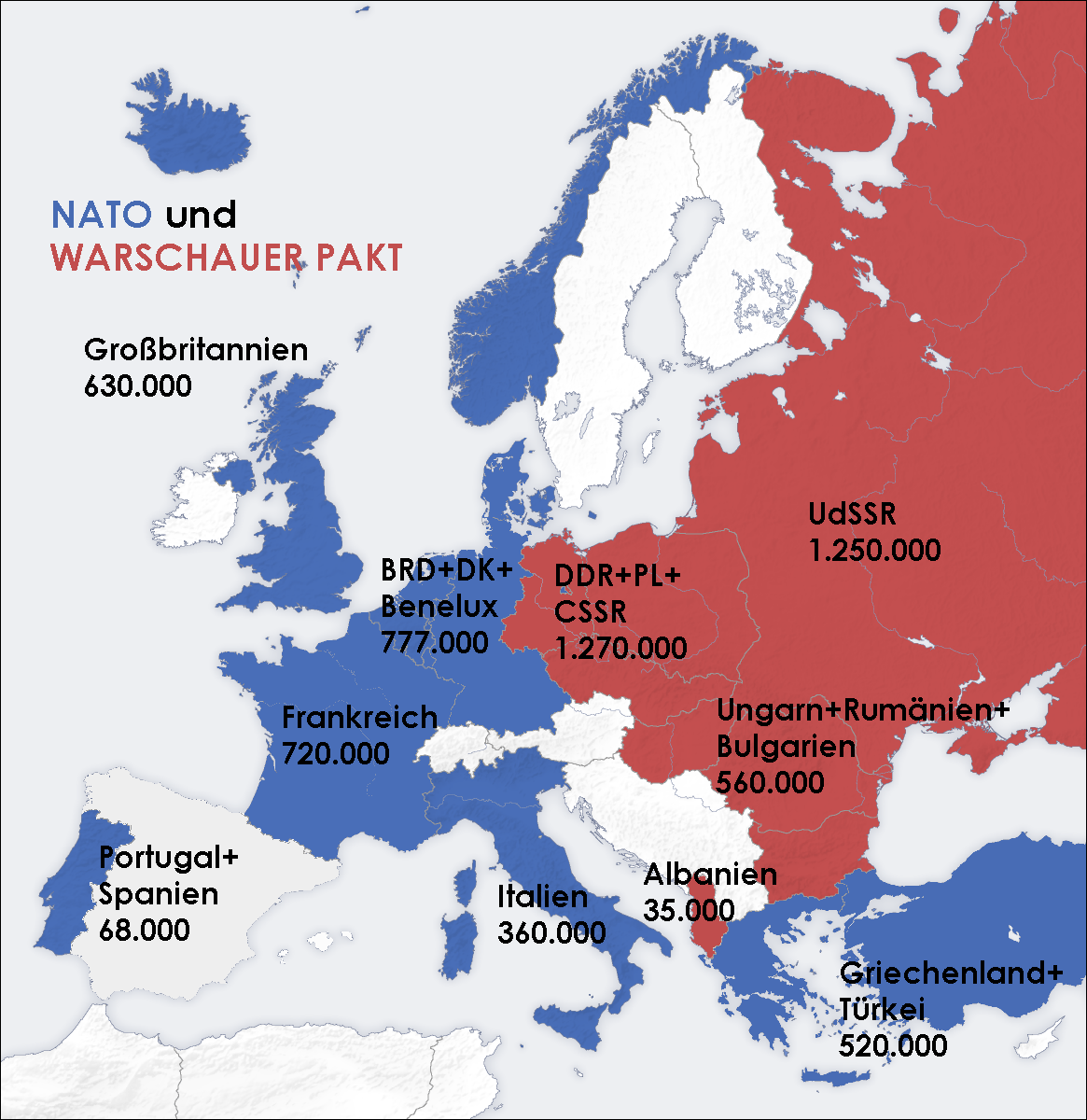
Efectius dels països de l'OTAN amb les xifres dels Estats Units i el Canadà i dels estats del Pacte de Varsòvia a Europa en 1959

Aquesta estratègia va ser adoptada pel president dels EUA Dwight D. Eisenhower, en el context de la Guerra Freda, després de la seva exposició en un discurs per part del seu secretari d'estat, John Foster Dulles, el 12 de gener de 1954.

## Estratègia
En cas d'atac per part d'un agressor, l'estat iniciaria una represàlia massiva usant una força desproporcionada respecte a la dimensió de l'atac.
L'objectiu de la represàlia massiva és dissuadir a un adversari d'atacar. Perquè aquesta estratègia funcioni, hi ha d'haver un coneixement públic de tots els possibles agressors. L'adversari, al seu torn, ha de creure que l'estat que anuncia aquesta doctrina té l'habilitat de mantenir la capacitat de segon atac en cas de ser atacat. Ha de creure també que l'estat agredit té la voluntat de portar a terme l'amenaça, que probablement comportaria l'ús d'armes nuclears a gran escala.
La Represàlia Massiva funciona amb els mateixos principis que la Doctrina de la destrucció mútua assegurada, amb l'excepció d'un atac convencional de petita escala a un estat que pogués resultar en una represàlia nuclear total.

## Història
El 12 de gener de 1954, el Secretari d'Estat John Foster Dulles va afirmar que els EUA respondrien a qualsevol provocació militar "en els llocs i amb els mitjans de la nostra elecció". Això va ser interpretat com que els EUA podrien respondre a qualsevol desafiament estranger amb armes nuclears. Dulles també va dir que la defensa local havia de ser reforçada per un poder de represàlia més dissuasiu. Aquesta afirmació és la base del terme represàlia massiva, que donaria suport a qualsevol defensa convencional contra atacs convencionals amb un possible atac de represàlia a gran escala que comportés armes nuclears.
L'agost de 1945 els Estats Units van finalitzar la Segona guerra mundial amb els bombardejos nuclears d'Hiroshima i Nagasaki al Japó. Quatre anys després, a l'agost de 1949 la Unió Soviètica va desenvolupar el seu propi armament nuclear. Per aquell temps ambdós bàndols mancaven dels mitjans necessaris per a usar de manera efectiva els seus dispositius nuclears contra el seu enemic.
No obstant això, amb la introducció d'aeronaus com el Convair B-36 i finalment amb l'establiment de la triada nuclear, ambdós països van anar incrementant ràpidament la seva capacitat per a enviar armes nuclears a l'interior del país enemic.
La doctrina de represàlies massives es basava en la creixent por occidental respecte a l'equilibri del poder en forces convencionals, i la corresponent incapacitat per a defensar-se o sortir victoriosos en el cas de conflictes convencionals. En confiar en un arsenal nuclear a gran escala per a la dissuasió, Eisenhower creia que les forces convencionals podrien reduir-se mentre es mantingués el prestigi i poder militar i la capacitat per a defensar el bloc occidental.
En el cas de produir-se, per exemple, un atac sobre Berlín, els EUA portarien a terme una represàlia a gran escala, o massiva, contra l'URSS amb armament nuclear. La resposta a gran escala era doncs una extensió de la destrucció mútua assegurada als atacs convencionals, la qual cosa possiblement dissuadiria a la Unió Soviètica d'atacar qualsevol part de l'esfera d'influència dels Estats Units, fins i tot amb armes convencionals.